# Personaggi de Il cavaliere dell'area di rigore
Questa voce contiene l'elenco dei principali personaggi del manga Il cavaliere dell'area di rigore di Hiroaki Igano.

## Liceo Enoshima
L'Enoshima della prefettura di Kanagawa per alcuni anni si è diviso in due squadre, quella ufficialmente riconosciuta dall'istituto scolastico, e quella non ufficiale, secondo tradizione i due team si affrontano in una partita a inizio dell'anno scolastico e la vincitrice ottiene il diritto di rappresentare la scuola ai tornei nazionali, ma con l'unione delle due squadre, formata dai migliori membri delle due fazioni, l'Enoshima diventa una squadra estremamente competitiva. La maggior parte degli allenamenti si tiene in spiaggia, prendendo spunto dal beach soccer così che i calciatori possano irrobustire i muscoli delle gambe. L'Enoshima possiede un gran numero di ottimi realizzatori, ciò li rende imprevedibili quando attaccano, oltre ad avere una difesa molto coesa.
- Kakeru Aizawa - È il protagonista della serie, ha sempre vissuto all'ombra del fratello maggiore Suguru, giovane stella nel calcio nazionale del Giappone, in realtà anche Kakeru è un promettente calciatore, Suguru ha sempre visto in lui il potenziale per diventare il centroavanti più forte del paese, ma alle scuole medie rinuncia al calcio. Ragazzo servile e impacciato, anche davanti alle ragazze manifesta un atteggiamento timido. Mentre lui e Suguru sono in bicicletta vengono investiti da un camion, Suguru muore mentre Kakeru viene trafitto al petto da una barra di metallo, si salva solo perché gli viene trapiantato il cuore di Suguru, dietro la schiena riporta ancora la ferita. In memoria di Suguru, decide di tornare a giocare a calcio, con l'obiettivo di far vincere alla nazionale giapponese la Coppa del Mondo. Si iscrive al liceo Enoshima e diventa subito un titolare grazie al suo talento, effettivamente se all'inizio le sue insicurezze si riflettevano sulle sue capacità impedendogli di calciare delle palle forti e veloci, dopo il trapianto di cuore, sconfitte le sue paure oltre a dare sfoggio di un'eccezionale velocità che gli vale la capacità di intercettare passaggi veloci con cui cogliere imperita la difesa avversaria, Kakeru impara a calciare con potenza e precisione. Benché il suo piede forte è il destro, può calciare anche con il mancino, a detta di Araki con il sinistri calcia persino con maggiore potenza. Può persino ricopiare lo stile di gioco del defunto fratello Suguru, alle volte volte è come se Kakeru durante la partita di "trasformasse" in Suguru, infatti è come se nel cuore di Suguru che ora batte nel petto di Kakeru, risiedesse parte del suo animo. La mossa speciale di Kakeru è il Phi Trick che gli permette di superare l'avversario dando l'impressione che la palla scompaia, col tempo impara a perfezionare la tecnica applicando alcune varianti.

- Ryuuichi Araki - È il giocatore più forte dell'Enoshima, è indubbiamente il giocatore più promettente di tutto il Giappone, vari club (anche quelli in Europa) lo vogliono, lui e Suguru si sono conosciuti quando militavano nella nazionale giovanile. Araki è un trequartista persino più bravo di Suguru, è lui il motivo principale per cui Kakeru ha scelto di iscriversi all'Enoshima dato che voleva fare squadra con Araki. Quest'ultimo perde il desiderio di giocare a calcio, decidendo di abbandonarlo, tanto da ingrassare, ma Kakeru lo aiuta a ritrovare la sua passione, e quindi Araki ritorna a giocare. Seppur ingrassato, continua a preservare il suo eccezionale controllo di palla, all'inizio è stato costretto ad alternare la perdita di peso con l'ingrassamento per ritrovare gradualmente la sua resistenza sotto sforzo. Una volta ritrovata la piena forma fisica, Araki si rivela un calciatore inarrestabile, la precisione con cui calcia la palla è tale che non solo gli consente di effettuare dei passaggi precisi, ma anche di segnare lui stesso il gol, infatti Araki è un goleador straordinario (tanto da ottenere la nomina a capocannoniere della nazionale giovanile) può anche eseguire la rovesciata. Quando calcia la palla ed essa tocca terra, cambia traiettoria per merito della rotazione, usando un principio simile al topspin che viene usato nel tennis. È soprannominato Il mago (魔術師?, Majutsu-shi). Sua madre era una giocatrice di pallavolo professionista. Dotato di grande senso dell'osservazione, gli basta poco per capire i punti di forza e i punti deboli di un giocatore, ad esempio ha subito capito che all'inizio Kakeru istintivamente guardava la palla quando attaccava invece che guardare l'avversario, cosa che rischiava di rendere la sua offensiva prevedibile. Prende la vita con spensieratezza, è un po' arrogante, ma è una brava persona, lui e Kakeru diventano buoni amici, loro due sono la coppia vincente dell'Enoshima.

- Yuuji Sawamura - È il capitano dell'Enoshima, è un buon finalizzatore, riesce a calciare delle palle molto potenti sia dalla lunga distanza che da quella ravvicinata, sebbene di rado ha modo di esprimere la sua tecnica, è un ragazzo gentile, infatti non è un capitano severo. Quando marca l'avversario che ha il possesso palla, lo rincorre senza dargli tregua in modo da costringerlo ad allargarsi facendogli perdere il ritmo, per sviluppare questo sistema ha dovuto allenarsi intensamente sulla corsa così da poter correre a pieno regime anche per tempi prolungati.

- Ryouma Oda - È tra i giocatori più forti dell'Enoshima, a causa di un infortunio è stato impiegato (per volere di Masakatsu) come mediano ritenendola la posizione meno rischiosa per lui. Ragazzo serio e severo, tanto da mettere in soggezione i suoi compagni di squadra, anche se quasi sempre gioca in difesa, pure lui è capace di segnare riuscendo a cogliendo impreparati i suoi rivali calciando a piena potenza con entrambi i piedi. Alle volte porta gli occhiali da vista, gli piace giocare a Go.

- Kota Nakatsuka - Lui e Kakeru sono amici fin dai tempi delle scuole medie, si è iscritto all'Enoshima sebbene la sua prima scelta era il liceo Kamakura, non è riuscito a entrarvi solo perché non ha superato i test di ammissione. Spesso scende in campo partendo dalla panchina, viene impiegato principalmente per portare scompiglio in campo, converte la forza del suo nervosismo per aumentare la sua velocità quando corre, ogni mattina si allena nella corsa veloce. Spesso Nana è manesca con lui per via dell'esuberanza ormonale di Nakatsuka, il quale ha un debole per le belle ragazze.

- Jumpei Hino - In passato era un teppista, è stata la stima che prova per il suo allenatore Iwaki che lo ha spinto a giocare per la squadra dell'Enoshima. Anche se è una persona abbastanza tranquilla, a volte agisce senza riflettere, è il motivo principale per cui Masakatsu (quando era lui l'allenatore) non lo voleva come titolare. Quando sbaglia sa ammettere con umiltà i suoi errori.

- Kouji Yakumo - È una delle riserve della squadra, comunque gioca bene in difesa, infatti grazie ai suoi buoni riflessi è capace di innescare il contropiede, quando gioca mette il massimo impegno. In apparenza sembra non avere una grande considerazione di Nakatsuka ma i due in realtà si rispettano, entrambi condividono lo spirito di dedizione e di competitività, essenziali per il gioco.

- Lee Chu-Joon - È il portiere titolare dell'Enoshima, ragazzo molto ambizioso, ciò che desidera è la convocazione alla nazionale della Corea del Sud. Viene tenuto in osservazione dalla KFA. Nessuno tra i portieri di Kanagawa può competere con lui, mentre in tutto il Giappone l'unico più forte di Lee è Mikiya Tono del liceo Yokkaichi.

- Leo Kurebayashi - È il portiere di riserva dell'Enoshima, in quanto a prestanza non è sul piano di Lee, ma come afferma Iwaki è più abile nelle uscite e nell'interpretare le letture difensive. Leo si è rivelato abbastanza bravo da poter parare un tiro anche sul penalty. Come Nakatsuka gli piacciono le belle ragazze, ma la differenza è che lui usa un approccio più gentile.

- Akito Horikawa - È il miglior difensore dell'Enoshima, è praticamente incapace di mantenere il sangue freddo in partita, infatti affronta i suoi avversari con un atteggiamento collerico, la sua arma migliore è il tackle ma non lo usa mai in maniera casuale, infatti lo adopera sempre calcolando il margine di successo.

- Michirou Takase - È l'attaccante più prolifico dell'Enoshima dopo Kakeru e Araki, è molto alto viene soprannominato La torre (塔?, Tō) infatti in principio praticava la pallacanestro ma dato che la sua è una famiglia povera ha deciso di dedicarsi al calcio, infatti nella NBA sono pochi i giapponesi che riescono a fare carriera mentre il calcio in Giappone è uno sport più remunerativo, ambisce infatti al professionismo. Grande tiratore di testa, facilitato dalla sua altezza e dai suoi ottimi salti, riuscendo anche a tenere lontani i suoi avversari dalla palla sfruttando la schiena tramite lo screen out che viene solitamente usato nella pallacanestro.

- Kaoru Matoba - Indubbiamente è il miglior assist-man dell'Enoshima dopo Araki, si è rivelato capace di saper ricopiare anche lo stile di gioco di Nana. Anche se per Kaoru il gioco di squadra è fondamentale, ritiene anche che un buon giocatore debba essere indipendente senza affidarsi troppo agli altri.

- Makoto Hyoudou - Lui e Araki sono buono amici, amano entrambi il cabaret. Durante gli allenamenti in spiaggia si rivela capace di usare la rovesciata ma non è in grado di adoperarla in partita. Hyoudou è ritenuto un calciatore box to box abile sia in attacco che in difesa.

- Kenya Kudou - Fa quasi sempre da panchinaro, infatti ha perso la sua posizione di titolare quando Hino è stato promosso in prima squadra, proprio come Yakumo gioca poco, ma mette serietà in partita, anche se è un buon giocatore viene messo in campo principalmente quando un titolare viene esonerato o in caso di sostituzione, inoltre partecipa alle partite di allenamento per aiutare i titolari a tenersi in forma.

- Gou Kaiouji - È uno dei difensori, sfrutta principalmente la forza del proprio corpo, in alcuni casi si vede costretto a usare delle mosse fallose quando gli attaccanti della squadra avversaria mettono pressione. Ha una grande resistenza, anche quando viene colpito in pieno volto da una pallonata non sembra accusare dolore. Può sembrare una persona pretenziosa, ma è un giocatore che mette orgoglio e diligenza.

- Nana Mishima - È la manager della squadra, lei e Kakeru sono amici fin dall'infanzia, anche Nana pratica il calcio, giovane promessa della nazionale femminile, la sua tecnica di gioco è eccezionale, tanto da potersi anche allenare con i ragazzi reggendo il passo con loro, alle volte coprendosi il viso con una maschera da alieno. Viene soprannominata Seven ha vissuto per un po' di tempo negli Stati Uniti infatti lei ha la doppia cittadinanza, ma ha preferito scegliere la nazionale del Giappone. Kakeru è innamorato di lei.

- Teppei Iwaki - Insegnante del liceo Enoshima, in passato vi aveva anche studiato oltre ad aver giocato nella squadra di calcio della scuola, tanto che nel periodo in cui vi giocò fece dell'Enoshima la squadra più forte di Kanagawa, nemmeno Suguru era al suo livello. Ottiene la posizione di allenatore, può sembrare una persona gentile e comprensiva, ma in realtà è cinico, calcolatore e esigente, ciò che desidera è trasformare i suoi atleti in campioni che, una volta finito il liceo, possano puntare alla conquista per la Coppa del Mondo. Grazie ai suoi studenti ritrova il coraggio di tornare a essere un calciatore professionista, avendo lavorato in un cantiere edile per guadagnare abbastanza denaro da aiutare economicamente la squadra, si è tenuto in forma. È il protagonista della mini-serie manga Area no Kishi Gaiden: Enokou Early Days che racconta la sua gioventù come matricola del liceo Enoshima.

- Masakatsu Kondou - Allenatore dell'Enoshima, almeno finché non decide di lasciare il posto a Iwaki, avendo capito che lui ha le capacità per poter portare l'Enoshima alla gloria. Comunque continua a lavorare nel club come vice-allenatore. È un uomo severo, insofferente nei confronti dell'indisciplina, comunque è una brava persona. Stima molto Iwaki sebbene in principio avessero due visioni diverse sul calcio.

## Liceo Tsujidou
Lo Tsujidou non ha molti giocatori di alto livello di preparazione, malgrado tutto sfrutta un gioco irruento quasi ai limiti del lecito, infatti i giocatori usano al meglio i loro interventi che possono sembrare decisamente fallosi, ma in realtà sono attenti a non commettere scorrettezze ufficiali, tanto che il loro gioco è a tutti gli effetti pulito, evitando le ammonizioni. Un altro fattore che rende lo Tsujidou un avversario ostico è il buon gioco difensivo, che oltre l'area di rigore, ricopre bene anche il centrocampo. 
- Kim Dae-Sun - È il capitano del Tsujidou, viene della Corea del Sud ed è anche un membro della nazionale giovanile del suo paese. La sua specialità è la rimessa dalla linea laterale, infatti con le braccia (per merito della spinta del corpo) può lanciare la palla a una tale potenza ricoprendo una distanza di decine di metri, in questo modo supera i difensori e può essere intercettata da un suo compagno. Indossa la maglia numero 10

- Kinichi Fuwa - Lui e Hino in passato erano amici, entrambi erano due teppisti, Fuwa è un centrocampista, ragazzo dal temperamento feroce e ribelle, ma è proprio questo che Uryuu apprezza di lui, comunque malgrado le apparenze gioca in maniera leale. Indossa la maglia numero 6.

- Kyousuke Hasegawa - Gioca come punta, è tra i giocatori migliori del Tsujidou, decisamente veloce nella corsa infatti si è rivelato capace di stare dietro la palla quando Kim la lancia con la rimessa, anche se non sempre riesce a segnare con questa strategia. Porta un po' di barba sul mento. Indossa la maglia numero 9.

- Shou Sugama - Ricopre il ruolo di difensore, è uno dei migliori elementi della squadra, non solo se la cava discretamente in difesa, ma anche quando avanza si rivela pericoloso, non ha bisogno di affidarsi a Kim, infatti avendo un buon tiro usa una tattica più convenzionale. Ha una capigliatura rasta. Indossa la maglia numero 3.

- Kazou Kumada - È un centrocampista, sia lui che Fuwa usano la stessa strategia: infatti usano un gioco molto aggressivo tanto che già a inizio partita Kumada e Fuwa giocano subito veemente per mettere pressione sull'avversario quando è a centrocampo. Indossa la maglia numero 8.

- Shintarou Seta - Gioca come attaccante, sebbene abbia poche opportunità di mettersi in mostra con il suo gioco, è dotato decisamente di una buona tecnica, infatti sa cogliere l'occasione per superare bene la difesa avversaria e passare la palla in modo da favorire gli altri attaccanti. Indossa la maglia numero 11.

- Makio Onizuka - È il portiere della squadra, sfrutta principalmente le uscite in modo da intercettare l'avversario quando egli avanza con la palla, ma non è una tattica che riesce a usare bene, infatti finisce sempre con lasciare la porta scoperta. Indossa la maglia numero 1.

- Kei Ishikawa - Gioca come difensore, avendo molta forza nelle gambe riesce a correre a grande velocità, infatti come lo stesso Ishikawa ammette questo è il principale motivo per cui ha ottenuto la promozione a calciatore titolare. Indossa la maglia numero 4.

- Nobuaki Shindou - È uno degli attaccanti del Tsujidou, le sue capacità come giocatore non sono molto definite, dato che non gli viene concesso molto adito anche perché la strategia di gioco della squadra non si basa molto sull'affidare la palla agli attaccanti. Indossa la maglia numero 7.

- Kenta Honda - È uno dei difensori della squadra, non è un calciatore di grandi capacità, infatti quando la squadra è costretta a difendere non è in grado si esercitare influsso sulla partita, infatti non è di molto aiuto. Indossa la maglia numero 5.

- Touru Akagi - È uno dei difensori, giocatore tecnicamente poco dotato, come la maggior parte dei difensori dello Tsujidou Akaji non è un giocatore affidabile, infatti lascia molto spazio agli attaccanti avversari e questo rende debole la difesa della squadra. Indossa la maglia numero 2.

- Jouji Uryuu - È l'allenatore della squadra, in passato era uno studente del liceo Enoshima e giocava con Iwaki nella squadra di calcio del loro liceo, infatti lui Iwaki e Mine erano compagni di scuola, oltre a essere amici. Erano stati proprio Uryuu e Iwaki (quando erano due matricole) a creare il club di calcio non ufficiale dell'Enoshima e a dare vita alla tradizionale partita contro il club ufficialmente riconosciuto dell'istituto per sancire che avrebbe rappresentato l'Enoshima ai tornei scolastici.

## Liceo Shounan
Lo Shounan adotta una strategia molto simile a quella dello Yokkaichi: puntano quasi unicamente sulla difesa, tanto che la loro forza realizzativa si esprime solo sulle palle inattive, limitandosi a una sola rete in modo da mantenere fisso il vantaggio traendo forza dal loro schema basato su una difesa a quattro, fondato sul far sì che ogni difensore debba marcare un determinato giocatore avversario, in questo modo evitano azioni dispersive. Il principale punto debole dello Shounan è che esercita pochissimo controllo sul centrocampo e sulle fasce.
- Michael Honda - È il capitano della squadra, nonché il giocatore più forte del Shounan, è un difensore centrale, ritenuto uno dei migliori della prefettura di Kanagawa insieme a Kunimatsu e Asuka. Ciò in cui è bravo è nel marcare l'uomo senza concedergli spazio, avendo un'ottima percezione della distanza, inoltre anche in attacco è temibile capace di segnare dando prova di possedere un tiro tanto potente quanto preciso. Fiducioso delle sue capacità, ma in ogni caso preferisce non sottovalutare i suoi avversari. Indossa la maglia numero 2.

- Kouichi Hibino - Lui e Kakeru sono amici di infanzia, è stato proprio Hibino il motivo per cui Kakeru abbandonò il calcio: durante un allenamento quest'ultimo senza volerlo gli procurò una frattura del crociato, il senso di colpa ha afflitto Kakeru per anni, ma ora dopo che quest'ultimo è ritornato a giocare a calcio lui e Hibino diventano rivali, pur conservando la loro amicizia. Si è dovuto sottoporre a vari interventi per guarire sebbene non si sia ripreso del tutto. Anche se Hibino è un difensore, ciò che lo rende un elemento indispensabile per la squadra è la sua capacità di segnare su punizione, tirando la palla con precisione ma senza sacrificare la sua potenza di tiro, per perfezionarsi ha dovuto provare i suoi tiri contro i suoi compagni di squadra durante gli allenamenti. Prima di iscriversi allo Shounan ha praticato il calcio nei Paesi Bassi. Indossa la maglia numero 4.

- Atsushi Hiruma - Gioca come terzino destro, all'apparenza sembra un po' presuntuoso ma sa riconoscere la forza di un rivale quando gioca contro un valido avversario. All'occorrenza lui e Nishio (che gioca come terzino sinistro) si possono scambiare di posizione. Indossa la maglia numero 3.

- Daizaku Nishio - Ricopre il ruolo di terzino sinistro, insieme a Michael, Hibino e Hiruma aiuta la squadra a bloccare l'attacco avversario usando lo schema chiamato "Quattro Frecce" che infatti ha reso temibile la difesa del Shounan. Indossa la maglia numero 5.

- Atsushi Takuma - Gioca come attaccante, probabilmente è quello che potrebbe essere definito il giocatore più debole della squadra, tanto che quando è necessario schierare in campo Tsukumo per rinforzare la difesa, Takuma viene messo in panchina. Indossa la maglia numero 7.

- Yuutaka Komada - È il portiere, sebbene grazie alla difesa dei suoi compagni di squadra l'attacco avversario ha poche chance di mettere a segno dei buoni tiri, in ogni caso anche Komada si è rivelato un buon difensore, infatti è un bravo portiere. Indossa la maglia numero 1.

- Sousuke Hei - Gioca in attacco, non è un calciatore che sfrutta il possesso di palla per tempi lunghi, infatti come Hei ammette egli predilige tenere il pallone il meno possibile per poi eseguire un lancio lungo e permettere alle punte di avanzare. Indossa la maglia numero 10.

- Koutarou Waritani - È una punta, è ben consapevole di non essere un grande giocatore, infatti contribuisce in attacco avanzando nell'area avversaria con la palla per poi simulare il fallo, si è allenato molto perfezionare la sua strategia, così da dare a Hibino l'occasione di sfoderare i suoi calci di punizione. Indossa la maglia numero 11.

- Eikichi Yamamoto - Insieme a Waritani gioca nel ruolo di punta, e come lui sfrutta la strategia con cui simulare il fallo per permettere a Hibino di calciare da fermo, ma avendo Yamamoto un fisico più esile, lui cade con più facilità riuscendo a far sembrare più falloso l'intervento dell'avversario. Indossa la maglia numero 12.

- Yatuka Tsukumo - Viene considerato la "Quinta Freccia" aiuta i suoi compagni di squadra facendo doppia marcatura, potendo coprire facilmente un'ampia zona grazie alla sua velocità di corsa, infatti è un ottocentista di conseguenza quando corre mantiene alto il baricentro, però è totalmente incapace di controllare la palla. Indossa la maglia numero 13.

- Yuuzou Ema - Gioca come mediano, non è abile nel mettere pressione ai suoi avversari, anche per questo a causa del poco impegno che la squadra mette al centrocampo, la difesa del Shounan è costretta a lavorare molto, comunque Ema sa aiutare la squadra ad andare in attacco per creare opportunità. Indossa la maglia numero 9.

- Isshi Asou - È l'allenatore della squadra, è stato lui a insegnare a insistere affinché i suoi giocatori si concentrassero di più sulla difesa, ma non ama il loro stile basato sulla simulazione dei falli. Si ritira dal suo incarico per via dei suoi problemi di salute.

## Liceo Sagamigaura
Il Sagamigaura usa unicamente la tattica del calcio totale quindi nessuno tra i componenti ha realmente un ruolo ancorato dato che a seconda della circostanza, gli attaccanti possono difendere e viceversa i difensori possono attaccare, questa strategia compensa il bassissimo numero di giocatori di qualità del Sagamigaura. L'unica differenza è che loro usano una variante del calcio totale convenzionale, infatti quando si scambiano le posizioni usando uno schema a rotazione in senso antiorario, i calciatori che arretrano possono giocare a un ritmo meno intensivo così da risparmiare le forze, per quando poi devono avanzare in attacco, ciò è necessario per bilanciare la loro poca resistenza. Il loro istituto non possiede un campo da calcio in regola, usano infatti un campo di cemento, quindi i giocatori non sono preparati in allenamento ai contrasti fisici proprio per evitare di infortunarsi.
- Kazuhide Tendou - È uno dei gemelli Tendou, nonché capitano del Sagamigaura, lui e il fratello sono i trascinatori della squadra, Kazuhide ha il compito di servire assist, ciò che rende pericolosa la combinazione tra lui e il gemello Tsuguhide è il fatto che nel fraseggio invece che tenere corte le distanze, Kazuhide preferisce i passaggi lunghi dando maggior spazio a Tsuguhide. Indossa la maglia numero 10.

- Tsuguhide Tendou - È il secondo dei gemelli Tendou, è l'unica punta della squadra nonché il giocatore più forte del Sagamigaura, non essendo abile nello stoppare la palla o nell'intercettarla, per segnare sfruttando la sua potenza di tiro è costretto a calciare di prima intenzione. Indossa la maglia numero 14.

- Yuuki Rindou - Gioca nel ruolo di libero, se tutti i suoi compagni di squadra si scambiano i ruoli a rotazione, lui è l'unico che ricopre la sua posizione fissa in difesa. Rindou è entrato in squadra su richiesta dei gemelli Tendou. Indossa la maglia numero 5.

- Muneo Kikuchi - È un centrocampista, si presta soprattutto in attacco aiutando i suoi giocatori ad aumentare di numero in modo da incrementare la forza offensiva della squadra, capace di passare la palla al suo compagno con precisione anche quando tra i due c'è una lunga distanza. Indossa la maglia numero 9.

- Ikki Sega - È un difensore, è capace di giocare anche in attacco, ma il suo tiro non è difficile da neutralizzare, come atleta non è particolarmente dotato, il suo livello di preparazione è indubbiamente basso. Indossa la maglia numero 2.

- Saito Muraki - È il portiere, come estremo difensore non vanta grandi abilità, ha poche occasioni per entrare in azione, anche perché i suoi compagni sanno come ostacolare l'avanzare dell'attacco avversario, ma le poche volte che è necessario il suo intervento non si rivela all'altezza del suo compito. Indossa la maglia numero 1.

- Tatsumi Fujikawa - È un difensore ma non è capace di esercitare molta influenza nel gioco, effettivamente Fujikata non è un calciatore dotato, anche perché per difendere dall'attacco dell'avversario in posizione stabile la squadra preferisce contare su Rindou. Indossa la maglia numero 3.

- Ichirou Tamagawa - È un difensore, da solo non è capace di dare giovamento alla difesa, ma sfrutta bene il vantaggio numerico con l'aiuto dei suoi compagni in modo da favorire il contropiede per la propria squadra, in fase di tiro non è molto forte. Indossa la maglia numero 4.

- Inosuke Matsumoto - Ricopre il ruolo di attaccante ma non è un giocatore capace di impensierire gli avversari, non dà molto appoggio in attacco anche perché praticamente gli unici attaccanti temibili del Sagamigaura sono i gemelli Tendou. Indossa la maglia numero 8.

- Gorou Shigaraki - È uno degli attaccanti della squadra ma, in linea con il basso livello generale dei giocatori dello Sagamigaura, non possiede capacità degne di nota, infatti non è un calciatore di valore. Indossa la maglia numero 7.

- Makio Kurata - È un attaccante, ma proprio come i suoi compagni di squadra, non è fedele a una determinata posizione visto che nel loro schema di gioco i ruoli si alternano per sfruttare pienamente la tattica del calcio totale. Indossa la maglia numero 6.

- Akutsu Masami - È l'allenatore, persona ottimista e simpatica, non si lascia mai abbattere, nemmeno dalla sconfitta, a causa della mancanza di giocatori di talento, ha deciso di fare del calcio totale l'unica strategia valida del Sagamigaura.

## Liceo Yoin
Lo Yoin è una squadra che vanta sia in attacco che in difesa un gioco ben equilibrato, sul piano della prestazione generale vanta una buona costanza nel gioco, con una difesa molto solida e la capacità di sfruttare bene il contropiede, i giocatori sono molto preparati e questo permette al team di mantenere stabilità nei loro schemi anche a tempi protesi. Ciò che rende lo Yoin una squadra cimentosa è la capacità di mettere pressione in ogni zona del campo, in questo modo i calciatori portano la partita a un livello molto intenso.
- Toru Asuka - È il capitano della squadra, soprannominato L'imperatore (皇帝?, Kōtei) è considerato il difensore più forte di Kanagawa, nonché uno dei giocatori più forti della prefettura insieme ad Araki e Takajo, ma ciò che lo differenzia da loro è che mentre i due sono sempre stati dei talenti naturali, Asuka ha dovuto allenarsi duramente. Asuka è un punto di riferimento per i suoi compagni, suo padre è un medico e non lo appoggiava nelle sue ambizioni, Asuka si è allontanato dalla famiglia già in giovane età per dedicarsi solo all'allenamento, ha pure acquistato dei materiali per allenarsi in casa. Sa come dirigere la difesa, inoltre riesce persino a sostituirsi al portiere fermando lui stesso i tiri, deviandoli allungando la gamba, ha dovuto allenarsi molto per perfezionare questa mossa. Anche quanto attacca è pericolosissimo, possiede una tale potenza di tiro da poter fare gol anche calciando da fuori area, inoltre è un bravo rigorista. Indossa la maglia numero 5.

- Aruki Onimaru - È il giocatore più forte della squadra dopo Asuka, lui e Matoba sono stati compagni di scuola, giocavano a calcio insieme, è un ragazzo gentile e amichevole. Dotato di velocità e di un ottimo controllo di palla, riesce a saltare facilmente l'uomo, inoltre il suo tiro è molto preciso, tanto da poter segnare anche dalle angolazioni più difficili. Prova un grande rispetto per il suo capitano Asuka. Indossa la maglia numero 9.

- Takumi Enishi - Attaccante di talento, è un centravanti ma al contrario di Kakeru invece che segnare facendo breccia nella difesa avversaria, preferisce sfruttare le opportunità calciando in assenza di marcatura. Il suo atteggiamento è decisamente superbo e sfacciato, l'eccessiva sicurezza che ripone nelle sue capacità lo porta a commettere degli errori durante il gioco. Indossa la maglia numero 14.

- Tarou Inaba - È un difensore, dato che Asuka riesce pienamente a gestire la difesa quasi esclusivamente da solo, Inaba non ha molte opportunità per dare il suo contributo, ma quando necessario si rivela un buon difensore, essendo di aiuto per tenere protetta la porta. Indossa la maglia numero 3.

- Kazushige Iwamoto - È il portiere della squadra, se la cava bene come giocatore, infatti sa sfruttare bene la parata in respinta, e all'occorrenza anche le uscite, purtroppo però anche riuscendo a dedurre la traiettoria del tiro avversario, pur raggiungendo la palla non è abbastanza forte da riuscire a bloccarla. Indossa la maglia numero 1.

- Hayato Katsuragi - È una punta, la sua specialità è il tiro di testa, infatti quando attacca aspetta il cross per tentare la rete, ma se paragonata a quella di Michirou la tecnica di Katsuragi è ben lontana dall'essere perfetta, seppur efficace, giocatore stimato tanto che si ritiene che in qualunque squadra liceale militasse, avrebbe sempre la certezza di essere tra i migliori. Indossa la maglia numero 11.

- Junki Ikusawa - È un buon attaccante, diversamente dal suo compagno Onimaru lui non usa necessariamente un tattica elaborata, infatti preferisce servirsi delle opportunità per segnare comodamente, anche grazie a lui l'attacco dello Yoin è pericoloso in quanto può avvantaggiarsi di un alto numero di buoni attaccanti. Indossa la maglia numero 12.

- Shinnosuke Maya - Gioca come attaccante, come viene affermato da Nana e Iwaki ciò che fa di Maya un giocatore pericoloso è la sua propensione a tirare in porta mirando sempre nelle angolazioni più improbabili, e infatti anche se il portiere intuisce dove sia diretto il tiro per egli è proibitivo poterlo parare. Indossa la maglia numero 10.

- Yuugo Mugai - Gioca come difensore, ma la sua tecnica di gioco è decisamente carente, infatti non è capace di imporsi non riuscendo a creare problemi agli avversari quando attaccano, anche perché la difesa dello Yoin è quasi sempre di responsabilità di Asuka. Indossa la maglia numero 2.

- Kaname Shiratori - È un attaccante, gestisce la palla in modi diversi a seconda della circostanza: optando per passaggi semplici ma anche prolungando il possesso riuscendo a proteggere la sfera anche se ben marcato. A detta di Araki, se non fosse per la presenza di Asuka, sarebbe tra i giocatori migliori dello Yoin. Indossa la maglia numero 7.

- Hajime Sendou - Gioca come centrocampista, giocatore che non possiede doti particolari, è un calciatore di livello decisamente pedestre pertanto è incapace di dare un solido contributo durante il match. Indossa la maglia numero 6.

- Masaru Taoka - È l'allenatore, è un uomo molto severo, infatti non tollera quando i suoi giocatori non svolgono il loro dovere giocando al di sotto delle loro capacità, sia lui che Asuka cercano sempre di motivare la squadra, ma quest'ultimo al contrario di Taoka preferisce un approccio più gentile.

## Liceo Kamakura
Il Kamakura è reputata la squadra più forte della prefettura di Kanagawa, nella quale militano ottime individualità, oltre ad avere una salda difesa, in attacco punta sulla velocità, anche perché sa come passare dalla difesa all'offensiva in tempi brevi. Il Kamakura nel tentativo di cercare la rete sa rendersi pericoloso in ogni zona del campo, sfruttando al meglio il possesso della palla unito alla serie di passaggi, in modo da ottimizzare la loro forza in attacco. Il Kamakura purtroppo non reagisce bene al contropiede avversario.
- Akira Takajo - È il capitano del Kamakura, ritenuto il calciatore più forte di Kanagawa nonché uno dei più promettenti della nazionale giapponese, conobbe Araki e Suguru quando vennero convocati nella nazionale giovanile, non andava molto d'accordo con Araki, al contrario stimava Suguru, sperava infatti che avrebbero giocato in squadra insieme, ma Suguru pur stimandolo a sua volta non riteneva che Takajo fosse un centroavanti adatto alle sue aspettative. È un ragazzo orgoglioso con un temperamento un po' aggressivo. Giocatore dotato di fisicità, la sua tecnica di tiro è a tutti gli effetti molto semplice, sfruttando una potenza straordinaria, indipendentemente dal fatto che si avvalga del piede destro che del sinistro, calcia la palla in rete, ma in alcuni casi si avvale anche di mosse più sofisticate, ad esempio può eseguire una perfetta rovescita, oltre a ciò, per merito del suo ottimo stacco aereo, è in grado di segnare tirando anche di testa. Indossa la maglia numero 10.

- Yuusuke Saeki - Era un compagno di scuola di Kakeru e Suguru alle scuole medie e faceva squadra con loro, Saeki stimava molto Suguru prendendolo a modello, tanto da aver parzialmente preso spunto da lui per migliorare il proprio gioco. Persona dal carattere dimesso e cordiale, tra lui e Kakeru c'è un rapporto di amicia e stima, benché dopo la loro iscrizioni in due scuole superiori diverse (Saeki al Kamakura e Kakeru all'Enoshima) ora sono accaniti rivali, sebbene Saeki desiderava che Kakeru si iscrivesse anche lui al Kamakura in modo continuare a giocare al suo fianco. Rispetto a quando andava alle scuole medie, anche grazie allo sviluppo della sua potenza fisica, le sue capacità come calciatore sono notevolmente migliorate, è un giocatore completo, oltre ad avere un tiro potente sa come fare pressing sull'avversario, ha un dribbling raffinato, e quando corre con la palla si muove a una tale velocità che sarebbe rischioso provare a fermarlo in quanto la probabilità di commettere fallo contro di lui sarebbe molto alta, inoltre come viene messo in evidenza da Onimaru i suoi passaggi oltre a essere precisi sono pure velocissimi. Indossa la maglia numero 6.

- Hiromi Kunimatsu - Anche lui è stato un compagno di scuola alle medie di Kakeru e Suguru, con quest'ultimo era anche compagno di squadra, già allora era considerato uno dei difensori più forti di Kanagawa. Principale candidato a sostituire Takajo come capitano del Kamakura, sfrutta bene il tackle, sa marcare bene i suoi avversari diretti usando al meglio forza e rapidità, inoltre i suoi passaggi dal fondo contribuiscono ai aiutare i centrocampisti e gli attaccanti a innescare azioni da gol. Il suo stile si differenzia da quello di Asuka che predilige un gioco più ragionato, mentre Kunimatsu gioca in maniera più istintiva. Ragazzo gentile e orgoglioso, gioca con impegno e abnegazione, è stato l'unico oltre a Suguru, Saeki e Nana che aveva fin da subito individuato l'immenso talento di Kakeru anche nel periodo in cui quest'ultimo passava inosservato, Kunimatsu considera Kakeru l'unico attaccante in tutto il Giappone in grado di neutralizzare il suo gioco difensivo. Indossa la maglia numero 4.

- Ukyou Sera - Centrocampista, è una giovane promessa del calcio nipponico, il suo tiro è preciso al punto da segnare anche calciando dalle angolazioni molto difficili, oltre che di punizione, mantiene corte le distanze con i difensori della propria squadra così da ricevere subito la palla in contropiede inoltre non esita a simulare il fallo pur di danneggiare la squadra avversaria. Ha affinato la sua tecnica di gioco praticando il calcio in Francia. Ha un carattere protervo e provocativo. Indossa la maglia numero 11.

- Kazushi Ichimura - È un difensore, non è nemmeno lontanamente sullo stesso piano di Kunimatsu, anche perché non sa interpretare bene le intenzioni dell'avversario, comunque ha dimostrato di saper usare bene la sua velocità e la sua forza nel contatto fisico per interferire negli schemi d'accatto. Indossa la maglia numero 2.

- Shigeo Nishijima - Pure lui era un compagno di scuola di Kakeru alle scuole medie, già a quel tempo lui e Nakatsuka non si sopportavano, e anche adesso che frequentano due licei diversi non fanno che beccarsi reciprocamente. Nishijima è una persona antipatica e baldanzosa, ma è comunque un calciatore di tutto rispetto. Indossa la maglia numero 20.

- Atsushi Hayase - Gioca in attacco, tentando di aiutare i suoi compagni quando avanzano verso l'area avversaria, ma purtroppo il gioco Hayase non dà quasi mai buoni frutti, questo perché i suoi assist, fin troppo facili da prevedere, riescono a essere intercettati con semplicità dagli avversari. Indossa la maglia numero 9.

- Makito Gojou - È il portiere, non è molto affidabile nel suo ruolo in mezzo ai pali, infatti si fa cogliere facilmente impreparato dall'offensiva degli avversari, raramente riesce a fare delle buone parate. Indossa la maglia numero 1.

- Naoki Kimizuka - Gioca in difesa insieme a Kunimatsu e Ichimura, difensore si basso livello, infatti è un giocatore con poca partecipazione, non vanta una grande tecnica di gioco, specialmente perché è Kunimatsu che si sobbarca quasi sempre il dovere di difendere la propria area di rigore. Indossa la maglia numero 3.

- Yuuki Shima - Ricopre il ruolo di mediano destro, le sue abilità come giocatore non sono molto ben definite dato che durante il match il suo contributo in campo è praticamente minimo, non è un calciatore di grande profilo. Indossa la maglia numero 5.

- Yutaka Ookoe - Gioca come mediano sinistro, in campo non si distingue molto non essendo un giocatore in possesso di grandi capacità, infatti non interviene molto, le sue abilità sono indubbiamente molto modeste. Indossa la maglia numero 7.

- Kumagai - Allenava la squadra della scuola media dove giocavano Kakeru, Kunimatsu, Saeki e Nakatsuka, ma ora allena la squadra del liceo Kamakura. Sul volto ha sempre un'espressione severa, è un uomo decisamente testardo. Se all'inizio non aveva una grande considerazione di Kakeru quando giocava per lui, come suo avversario darà prova di riconoscere il suo valore.

## Liceo Yokkaichi
Lo Yokkaichi è la squadra più forte della prefettura di Mie, il loro gioco è decisamente poco incisivo in attacco, infatti è una squadra quasi unicamente difensiva, la loro strategia prevede infatti di portarsi in vantaggio e mantenere fisso il punteggio, la difesa dello Yokkaichi è l'unica in tutto il paese che può degnamente osteggiare l'attacco dello Syukyu. Il programma di selezione è molto rigido, solo i calciatori che riescono a correre a una velocità tale da coprire i 100 metri in 11 secondi possono ambire a un posto in squadra. Il pareggio in gare a eliminazione diretta contro lo Yokkaichi non è una possibilità vantaggiosa dato che nelle partite che finiscono per entrambe le squadre in clean sheet è facile poi per lo Yokkaichi vincere ai rigori.
- Mikiya Toono - È il portiere più forte del Giappone, una vera stella nascente a livello nazionale, capace di bloccare un tiro anche con una sola mano, può difendere la porta anche dai pallonetti, la sua capacità di prevedere la traiettoria della palla è tale da capire se il tiro può entrare in rete o solo colpire il palo, il suo talento viene definito miracoloso, è in grado di deviare un tiro anche solo con la forza delle dita. Quando gioca indossa un berretto con visiera, gli piacciono le riviste pornografiche. Indossa la maglia numero 1.

- Wakamiya Akihiko - È il capitano della squadra, tra tutti i giocatori dello Yokkaichi è quello che si impegna di più in fase di attacco insieme a Michihiko, infatti sa come scartare con rapidità il suo avversario, tra l'altro come viene fatto notare dal suo allenatore Oshita la sua più grande abilità è quella di riuscire a intercettare con il piede la palla che gli viene data anche attraverso i lunghi rinvii e controllarla con assoluta naturalezza. Prova molto rispetto per il suo compagno di squadra Toono. Indossa la maglia numero 10.

- Kaidou Michihiko - Viene ritenuto, insieme a Toono, uno dei pilastri della difesa dello Yokkaichi, dato che con la sua resistenza può ricoprire tutta la zona difensiva senza sforzo, per lui il gioco di squadra è fondamentale e benché Toono sia molto forte preferisce non dare solo a lui la responsabilità di difendere la porta. Ammira Toono, ed è un po' timorato di lui, per sua stessa ammissione non lo vorrebbe mai come avversario. Indossa la maglia numero 7.

- Saito - Ricopre il ruolo di trequartista, il suo stile di gioco è molto precipitoso, infatti anche se è uno dei pochi finalizzatori di talento della squadra fatica a sfruttare pienamente le occasioni che gli si presentano in attacco. Indossa la maglia numero 11.

- Touma Ichihiro - Giocatore con poca esperienza in squadra, sebbene il suo sia un ruolo difensivo, sfruttando bene la sua velocità di corsa è in grado di avanzare in attacco ma non è particolarmente bravo a creare opportunità giovevoli per i suoi compagni. Indossa la maglia numero 13.

- Gou Fukui - È un difensore, non è però un giocatore chiave, infatti non è in grado di rappresentare un ostacolo per gli attaccanti della squadra avversaria, la sua tecnica di gioco è approssimativa è scadente. Indossa la maglia numero 3.

- Tarou Saejima - È tra i giocatori della linea difensiva della squadra, comunque Saejima non può vantare un grande livello di gioco, la sua marcatura è facile da eludere sfruttando dei buoni passaggi oltre a non avere nemmeno molta fisicità. Indossa la maglia numero 4.

- Sakaki Yuuichi - È uno dei difensori, anche se in realtà non dà molto aiuto nel reparto difensivo non essendo dotato di attitudini degne di considerazione, come quasi tutti i difensori della squadra non ha un vero e proprio talento in quanto è Toono che quasi sempre si occupa di difendere la porta. Indossa la maglia numero 2.

- Komazaki - Gioca come trequartista, non è in grado di dare contributo in attacco, anche perché questo è consequenziale al fatto che lo Yokkaichi non è una squadra che si affida necessariamente a strategie offensive. Indossa la maglia numero 9.

- Katou Tatsuya - È un mediano, però non è in grado di concorrere né in attacco né in difesa, è un calciatore ordinario che non ha capacità di apprestamento, infatti nelle azioni non ha molta presenzialità. Indossa la maglia numero 8.

- Shukuya Kouichi - Gioca come mediano, così come per quasi tutta la totalità dei calciatori dello Yokkaichi, anche Kouichi è un giocato di basso profilo, la sua capacità di contribuire al flusso della partita è pressoché inesistente. Indossa la maglia numero 6.

- Tsuguhiko Oshita - È l'allenatore, incoraggia i suoi giocatori a partecipare alle partite mettendo il pieno impegno, per lui il solo modo per vincere è sfruttare ogni occasione, ripone la piena fiducia in Toono sapendo che la squadra dipende completamente dal suo talento.

## Liceo Yachigusa
Lo Yachigusa è la squadra più forte della prefettura di Chiba, alcuni dei calciatori possono avvantaggiarsi della conoscenza che hanno dell'aikido, il punto di forza dello Yachigusa è il contropiede, limitando le possibilità agli avversari di avvicinarsi alla porta avvantaggiandosi della capacità di rubare palla anche nelle zone più nevralgiche del campo, proprio per merito di questa tattica lo Yachigusa è in grado di mettere molta pressione in campo, la squadra vanta dei difensori di alto livello.
- Ryosuke Shima - È il miglior difensore della squadra, pratica l'aikido, è abbastanza forte da mettere al tappeto più avversari da solo con estrema facilità, ma non è una persona violenta, al contrario è un ragazzo simpatico e gentile. Sfrutta benissimo l'aikido (è stato il primo in squadra a introdurre questa disciplina) per poter rubare palla all'avversario durante il contatto fisico, in modo fa rendere facile il contrattacco. Riesce a cogliere gli avversari di sorpresa tanto che poi, ossessionati dalla sua presenza, finiscono col deconcentrarsi. Persona ottimista che tiene alto il morale della squadra. È tra i giocatori tenuti in osservazione dalla nazionale giovanile del Giappone. Indossa la maglia numero 4.

- Yuta Seko - È il giocatore più preparato della squadra, ritenuto il calciatore più forte di Chiba, centrocampista che è quasi sul livello di Araki, di piede mancino, secondo Iwaki la sua capacità di calciare con potenza e accuratezza gli consente di segnare con un'alta percentuale di successo su punizione, il suo controllo di palla è molto raffinato. Benché sia un po' vanitoso, sa comunque accettare la sconfitta con sportività, prova molta stima per Shima anche se fatica ad ammetterlo per via del suo egocentrismo. Indossa la maglia numero 10.

- Katsu Makitani - È il capitano della squadra, gioca come punta insieme a Hokuto. Anche se Makitani è il capitano, non è il trascinatore della squadra, Shima concretamente è molto più carismatico, pur sforzandosi di dare il suo contributo. Indossa la maglia numero 9.

- Yutaka Shimura - È il portiere, mette impegno nel suo ruolo, Shimura infatti è un portiere di ottimo livello, dotato di reattività fa uso principalmente della respinta, è capace di deviare anche i tiri più violenti, anche Shima elogia le sue qualità. Indossa la maglia numero 1.

- Shotaro Renjo - Terzino, dotato di buona rapidità, quando ha la palla e corre accelerando aiuta l'attacco ad avanzare, però non abile nel smarcarsi preferendo invece passare la palla, in modo da portare la partita a un ritmo veloce e creando disordine nella difesa avversaria. È un ragazzo umile e modesto. Indossa la maglia numero 5.

- Yosuke Hokuto - È uno dei giocatori più forti della squadra, è un attaccante veloce, dotato di un buon tiro, tra l'altro la sua conoscenza (seppur parziale) dell'aikido gli torna utile quando è marcato stretto in modo da aprirsi la strada. Indossa la maglia numero 11.

- Koda Yujiro - È un difensore, grazie alla sua enorme stazza può piazzarsi davanti all'avversario e limitare il suo raggio visivo, ma questa non è la sua sola qualità, infatti a dispetto delle apparenze e molto agile e veloce. Indossa la maglia numero 2.

- Seiichi Endo - Gioca come mediano, non essendo molto abile nell'affrontare direttamente l'avversario, preferisce contribuire con passaggi semplici in modo da far girare la palla e mantenere ben attivo l'attacco. Non è molto competente nel gioco difensivo. Indossa la maglia numero 8.

- Hiroshi Saigawa - Di ruolo è un terzino, pur non avendo molte opportunità di gioco è considerato un giocatore dotato di velocità e resistenza, infatti reagisce bene al contrattacco innescato dalla difesa per aiutare l'avanzata dell'offensiva. Indossa la maglia numero 3.

- Kasushi Hasegawa - È un mediano, pur non avendo molto talento individuale, è un giocatore che cerca di adoperarsi per dare il suo sostegno alla squadra in campo, oltre a contribuire ad aiutare l'avanzata in centrocampo, è abile nell'esercitare una buona marcatura in difesa. Indossa la maglia numero 6.

- Manabu Ikusawa - È uno dei centrocampisti della squadra, ma al contrario del suo compagno Seko che ricopre la medesima posizione, lui non è capace di elargire lo stesso valido contributo, non avendo la capacità di far valere il suo gioco. Indossa la maglia numero 7.

- Goro Mifune - È l'allenatore, Shima lo stima tantissimo e infatti quest'ultimo ha scelto di unirsi al club di calcio del liceo Yachigusa proprio per via del rispetto che prova per lui, dato che proprio Mifune aveva individuato per primo il modo perfetto per integrare le capacità di gioco di Shima alla strategia della squadra.

## Liceo Hooh
Lo Hooh è la squadra più forte della prefettura di Shiga, la principale peculiarità del loro gioco è che manca praticamente di una vera struttura, i calciatori agiscono in totale autonomia, quindi sia gli attaccanti che i difensori possono coprire vari ruoli anche quelli che sono diversi dalla loro naturale posizione, la sua versatilità è tale da poter attaccare beneficiando di passaggi corti ma, all'occorrenza, sapendo anche cogliere l'opportunità di verticalizzare, tra l'altro i giocatori riescono a chiudersi facilmente in difesa per poi contrattaccare in tempi velocissimi cogliendo impreparata la difesa avversaria.
- Tatsumi Kai - Gioca come punta, è un bomber formidabile, quando calcia è capace di conferire alla palla una tale potenza che, indipendentemente dal fatto che colpisca il palo o se insacca la rete, fa tremare tutta la porta, secondo Araki riesce a centrare anche le angolazioni più disagevoli con la palla in movimento al punto da far sembrare i suoi tiri più veloci di quanto in realtà siano, può calciare sia con il piede destro che con il sinistro. Sa come intercettare i passaggi, per quanto veloci siano, sfruttando bene la tempistica. È molto solidale con i suoi amici, ed è fiducioso nei confronti della propria squadra, pronto a sfoderare la sua grinta nei momenti più difficili. Indossa la maglia numero 9.

- Shiba Ryousuke - È un calciatore che possiede una tecnica ineccepibile, le sue capacità di apprendimento sono straordinarie infatti riesce subito a ricopiare il Phi Trick di Kakeru. Avendo un'ottima percezione della palla può muoverla usando ogni parte dei piedi senza doverla nemmeno vedere, è capace di usare mosse sofisticate come ad esempio il sombrero. Indossa la maglia numero 10.

- Fujita Kyoutaro - È il difensore più forte della squadra, di ruolo è un difensore centrale, è un giocatore che può creare problemi agli avversari perché è capace di aiutare in attacco, bravo nel prevalere nell'uno-contro-uno per merito del suo eccellente controllo di palla, capacità non comune per chi gioca in difesa, infatti in squadra solo Ryousuke gli è superiore. Indossa la maglia numero 2.

- Kotaro Shinjo - È uno dei giocatori più abili della squadra, bravo negli inserimenti, è un atleta scattante, anche quando è ben marcato è capace di servire dei validi assist, la sua tecnica di gioco è più semplice e meno aggressiva confrontandola con quella di Kai e Ryousuke, ma comunque efficiente. Indossa la maglia numero 7.

- Tsuguhiko Ishii - Soprannominato Gori (ゴリ?, Gori) (abbreviazione di "Gorilla") è un giocatore con un fisico massiccio, ricopre la posizione di difensore, la sua tecnica è rudimentale, si basa solo sulla potenza fisica. Indossa la maglia numero 4.

- Junji Yamamoto - È un difensore, Yamamoto possiede un portentosa rapidità, unita a una buona tecnica, quando corre con la palla riesce a disorientare il suo avversario cambiando imprevedibilmente direzione, cogliendo bene il momento giusto per passare la palla, ciò lo rende un calciatore difficile da marcare. Indossa la maglia numero 5.

- Yugo Oda - È il capitano, gioca principalmente in difesa benché non sia sufficientemente competente da riuscire a ostacolare gli avversari quando iniziano a salire in attacco, la sua tecnica di gioco è alquanto grossolana. Indossa la maglia numero 6.

- Kentaro Yoshita - È un trequartista, veloce ad avanzare in attacco anche dopo aver arretrato in difesa, come afferma Kai la rapidità con cui Yoshita passa dalla difesa all'attacco è tale da permettergli di reagire anche ai passaggi più lunghi consentendogli di intercettarli comodamente. Indossa la maglia numero 8.

- Tsuyoshi Aiko - È il portiere della squadra, lui e Kyoutaro sono ritenuti il punto forte della difesa del Hooh infatti è un portiere che possiede velocità e uno scatto lesto, la sua parata a tuffo si rivela decisamente efficiente. Indossa la maglia numero 1.

- Yuichiro Tani - Ricopre il ruolo di difensore, ma non contribuisce particolarmente alla difesa della squadra, che invece ha il pieno supporto in Kyoutaro, Ishii e Aiko, infatti tra tutti difensori dello Hooh, Tani è sicuramente quello più debole. Indossa la maglia numero 3.

- Kazuma Todoroki - Giocatore di scarsa bravura, negli schemi di gioco non riveste un ruolo cruciale, è un atleta che non possiede una grande tecnica individuale e non si inserisce molto bene nelle dinamiche della partita. Indossa la maglia numero 11.

- Imawari - È la manager della squadra, in passato praticava pure lei il calcio. Imawari, Kai e Ryousuke sono amici fin dai tempi delle scuole elementari, è molto legata alla sua squadra, e farebbe di tutto per aiutarla. Imawari è ben voluta dai giocatori, è una ragazza di salute cagionevole.

- Kentaro Iba - È l'allenatore della squadra, in passato quando Iwaki era un giocatore dell'Enoshima, seguiva con entusiasmo la sua carriera. È in Inghilterra che ha ottenuto la licenza come allenatore di calcio, dà istruzioni ai suoi giocatori solo se lo ritiene necessario, ma per la maggior parte delle volte preferisce lasciare a loro il pieno margine di iniziativa.

## Liceo Syukyu
Lo Syukyu, della prefettura di Tokyo, è considerata la squadra più forte del Giappone, l'istituto recluta giovani talentuosi provenienti anche da altri continenti in modo da rafforzare la potenza della loro rosa titolare. Ciò che rende praticamente inarrestabile l'attacco dello Syukyu è la capacità di usare al meglio gli assist anche quando i giocatori corrono a piena velocità, la tattica che usano dunque può sembrare semplice dato che si basa quasi esclusivamente su un gioco iper-offensivo ma è grazie a essa che a volte la squadra si aggiudica la vittoria anche con un'ampia differenza di reti.
- Leonardo Silva - Viene dal Brasile ritenuto all'unanimità il calciatore più forte della sua generazione, lui e Suguru erano rivali, Silva lo considerava al suo livello. È il capitano dello Syukyu, e sebbene alcuni club in Europa gli avessero fatto delle offerte ha posticipato il suo esordio nel professionismo dopo la morte di Suguru, per potersi confrontare con il fratello di quest'ultimo, Kakeru, nei campionati scolastici. Sa parlare correntemente il giapponese, i suoi genitori sono morti, era stato proprio suo padre a insistere affinché imparasse a parlare la lingua giapponese. Sa come usare bene l'arte della ginga che alla base del calcio brasiliano, centrocampista immarcabile, a detta di Nana quando gioca con la palla è come se essa si muovesse da sola, il suo talento viene definito divino, avvicinandosi alla porta riesce a segnare calciando delle semplici palle lente, tenendo presente che volendo può anche tirare la palla con la sua impressionante potenza di tiro. Con i suoi passaggi riesce a lanciare facilmente le punte in attacco. Ha grandi abilità analitiche, quando osserva una partita dagli spalti individua subito le abilità di un calciatore oltre a interpretare le dinamiche di evoluzione del match. La sua presenza nei campionati liceali viene considerata una minaccia dai giovani calciatori nipponici ai danni della loro istituzione, che mette quasi in evidenza lo strapotere dei calciatori stranieri su quelli giapponesi, Silva in un primo momento riteneva ridicolo il calcio amatoriale del liceo dato che per lui conta solo fare soldi, ma col tempo impara ad apprezzarlo, avendo trovato in Giappone calciatori forti con cui misurarsi. È una persona simpatica ed estroversa, nonché gentile e apprensivo, gli piace andare in moto, non molto curante dei limiti di velocità. Indossa la maglia numero 10.

- Ricardo Vernardi - Soprannominato Ricky, viene dall'Argentina ed è il difensore più forte della squadra. Lui e Suguru si erano affrontanti quando Ricky mobilitava nella nazionale giovanile dell'Argentina, Suguru si rivelò più forte di lui, umiliazione che Ricky non ha mai accettato del tutto. Viene conosciuto come Aconcagua (アコンカグア?, Akonkagua) ispirato dall'omonima montagna sfrutta bene le sue capacità per rubare palla e aiutare nel contropiede, giocatore dotato di un forte atletismo. Ha un buon rapporto di amicizia con i suoi compagni e tiene a loro. Indossa la maglia numero 4.

- Patrick Jemba - Conosciuto come La pantera nera (クロヒョウ?, Kurohyou) viene dal Camerun ed è l'attaccante migliore della squadra dopo Silva con il quale, insieme a Ricky, formano il trio vincente dello Syukyu. Dal momento che i campionato liceali giapponesi possono anche essere un preludio al professionismo senza escludere persino le squadre europee, Jenba desidera soprattutto segnare un numero sempre maggiore di gol per ottenere un ingaggio con una squadra professionista. Capace di acrobazie impressionanti, prima di ogni partita esegue sempre una capriola all'indietro, vanta un'eccezionale esplosività nello scatto, fin da bambino si è sempre rivelato estremamente veloce per merito delle sue gambe che Jemba reputa la sua più grande risorsa atletica, è in grado di segnare usando una tecnica non necessariamente aggressiva, ma all'occorrenza sfodera tutta la sua forza, il suo tiro di testa è molto potente. Volendolo anche in fase di passaggio sa rendersi pericoloso tuttavia secondo Silva il motivo per cui non sfrutta questa sua capacità come dovrebbe è perché è troppo ossessionato dal voler segnare lui stesso con troppa insistenza. Indossa la maglia numero 9.

- Ryo Kazamaki - È uno dei giocatori più forti della nazionale giovanile, ed è l'unico attaccante giapponese della squadra ad essere sullo stesso livello di Silva e Jemba, i tre sono infatti i migliori finalizzatori dello Syukyu, la potenza di tiro di Kazamaki è sbalorditiva. È molto legato ai suoi compagni di squadra. Indossa la maglia numero 11.

- Taku Yukimura - Gioca come difensore, lui e Vernardi si rispettano molto, Taku possiede una buona tecnica come difensore, alcune squadre nel professionismo lo avevano invitato a unirsi nelle loro selezioni giovanili, ma ha rifiutato preferendo giocare per la squadra del liceo Syukyu. Indossa la maglia numero 5.

- Eikichi Oba - È il portiere, alto 195 cm viene soprannominato The Big E (ビッグE?, Biggu E) tecnicamente molto preparato, vanta degli eccezionali riflessi, infatti è capace di parare i tiri indipendentemente dal punto da cui vengono calciati, sia dalla lunga che dalla corta distanza. Il suo punto debole però è che a gioco prolungato fatica a mantenere una buona continuità e infatti cala poi nel rendimento. Indossa la maglia numero 1.

- Yutaka Kawasaki - Ottimo giocatore, ciò che lo rende temibile è la sua imprevedibilità nei passaggi, capace di riceverli e eseguirli in piena corsa, quando attacca per propria ammissione riesce a portare avanti con più efficienza l'azioni di gioco spostandosi sulla fascia. Come afferma Sawamura purtroppo ha poca resistenza tanto che Kawasaki non riesce a mantenere stabile la sua velocità col proseguire del match. Indossa la maglia numero 6.

- Sosuke Kitagawa - Sia lui che Kawasaki vengono dalla prefettura di Shizuoka, le sue capacità non sono state ben esplorate, non è un giocatore di grande livello, e non è in grado di dare un vero contributo nel match. Indossa la maglia numero 8.

- Shota Bando - È il regista, pur non essendo molto portato per lo scontro diretto, è abile nei passaggi, usa una tecnica disadorne, fa muovere la palla creando occasioni e opportunità, tentando di avviare delle buone azioni in attacco. È un ragazzo sensibile. Indossa la maglia numero 7.

- Yosuke Karaki - È un difensore, non dà molto aiuto in chiave difensiva, infatti quando gli avversari attaccano la maggior parte delle volte è Vernardi a occuparsi della difesa, la presenza di Karaki diventa quasi inutile. Indossa la maglia numero 2.

- Renji Kato - È uno dei difensori, ma non è un giocatore di grandi capacità, non ha visione di gioco e in difesa non è in grado di imporre la sua presenza, il suo livello è basso infatti non regge il confronto con gli altri campioni della sua squadra. Indossa la maglia numero 3.

- Mai Murasaki - Giocatrice di calcio e studentessa del liceo Syukyu, lei e Silva sono molto amici, si conobbero in Brasile. Mai è una ragazza dalla bellezza provocante, sembra che abbia un debole per Kakeru e non esita a metterlo in imbarazzo con la sua avvenenza.

- Yoshida Rodriguez -  È l'allenatore, in passato giocava nella Liga Portugal, è molto esigente con la sua squadra, a lui non basta che battano i loro avversari, ma che li schiaccino con la loro superiorità, per lui vincere non è qualcosa di opzionabile, ma un dovere. Anche se cerca di nasconderlo è un uomo emotivo, e tiene molto ai suoi giocatori.

## Personaggi minori
- Suguru Aizawa - È il fratello maggiore di Kakeru, promessa del calcio nipponico, ha anche giocato nella nazionale Under-15, era diventato severo con Kakeru perché non accettava che avesse lasciato il calcio voltando le spalle al suo talento. Suguru, è considerato uno dei migliori talenti della sua generazione, al pari di Silva. Muore in un incidente in bicicletta, investito da un camion insieme a Kakeru, che gravemente ferito, si salva grazie al cuore di Suguru, quello che è stato il suo "ultimo assist". Kakeru dopo la morte del fratello scopre che Suguru faceva degli incubi, quasi avvisagli della sua tragica sorte, ma che prima di morire aveva sognato che lui e Kakeru vincevano la Coppa del Mondo con la maglia del Giappone. Kakeru ritorna a giocare a calcio per tenere vivo il ricordo di Suguru, quando gioca il suo cuore batte più velocemente, sembra quasi che una parte dello spirito di Suguru risieda nel cuore, alle volte è come se la personalità di Suguru si sovrapponga a quella del fratello durante il gioco.

- Ayaka Mine - È una psicologa, Suguru era un suo paziente, a lei confidava le sue angosce, e dopo la morte del ragazzo, Mine più di chiunque altro si convince che con il trapianto di cuore che ha salvato la vita a Kakeru, lo spirito del fratello rivive in lui. In passato era studentessa del liceo Enoshima, era la manager del club di calcio. È innamorata di Iwaki.

- Mito Aizawa - È la sorella minore di Suguru e Kakeru, vuole bene ai suoi fratelli, occasionalmente tifa anche per loro durante le partite di calcio. È un po' maliziosa, si diverte a mettere in difficoltà Kakeru con allusioni imbarazzanti, tanto che a volte diventa anche un po' inopportuna.

- Shoger Park - Giocatore della Corea del Sud, una delle migliori promesse del calcio non solo del suo paese, ma di tutto il continente asiatico. Ragazzo coraggioso che sa mantenere l'autocontrollo anche nei momenti critici, pronto ad aiutare gli altri. Abile del combattimento corpo a corpo, tanto da poter stendere un uomo senza alcuna difficoltà, avendo avuto un addestramento di tipo militare. Gioca nella Ligue 1.

- Issui Sakurai - Allenatore della nazionale giovanile del Giappone, è un uomo rigido che pretende un impegno costante da parte dei ragazzi, non è il tipo di persona che sottovaluta i suoi avversari, l'obiettivo a cui vuole spirare è quello di allenare la generazione che porterà il calcio giapponese alla tanto agognata gloria.

- Taeko Isshiki - È il capitano della nazionale femminile di calcio del Giappone, è stata lei a convincere Nana a unirsi alla squadra della loro nazionale, è una donna che prende il calcio con la massima serietà, è una persona autoritaria ma anche saggia, è una brava giocatrice, pronta a non arrendersi anche davanti agli impedimenti.